# Telma Ívarsdóttir
Telma Ívarsdóttir, född den 30 mars 1999 i Neskaupstaður, är en isländsk fotbollsspelare.

## Biografi
Telma Ívarsdóttir inledde sin seniorkarriär i Breiðablik år 2016. Härifrån var hon utlånad till bland annat Grindavík och Haukar. 2025 värvades hon av Rangers WFC. Hon har även representerat det isländska damlandslaget där hon debuterade 2022.